# Gammarus monspeliensis
Espèce
Statut de conservation UICN

 CR B2ab(i,ii,iii) : 
En danger critique
Gammarus monspeliensis est une espèce de crustacés (Malacostraca) amphipodes de la famille des gammaridés vivant en eaux douces. Elle est endémique de la France métropolitaine, du département de l'Hérault, classée en tant qu'espèce en danger d'extinction par l'UICN.

## Description
La taille maximale observée sur les mâles est de 21 mm. Leur teinte générale est verdâtre, généralement strié de bandes plus lumineuses.

## Étymologie
Son nom spécifique, composé de monspeli et du suffixe latin -ensis, « qui vit dans, qui habite », lui a été donné en référence à Montpellier (Hérault, France), les premiers spécimens ayant été capturés dans la source du Lez au nord de cette ville.

## Publication originale
- (en) Sjouk Pinkster, « On members of the Gammarus pulex-group (Crustacea- Amphipoda) from western Europe », Bijdragen tot de dierkunde, vol. 42, no 2,‎ 1972, p. 164-188 (ISSN 0067-8546 et 2666-0644, OCLC 1532934, lire en ligne).